# Grüne Kanton Bern
Die Grünen Kanton Bern (französisch: Les Verts Canton de Berne) sind eine politische Partei aus dem Kanton Bern, welche Mitglied der Grünen Partei der Schweiz ist.

## Geschichte und Tätigkeiten
Die Grünen Kanton Bern entstanden 2006 aus einem Zusammenschluss der beiden seit den 1980er Jahren existierenden kantonalen Parteien Grüne Freie Liste und Grünes Bündnis Bern. In der Stadt Bern bestehen die zwei Parteien weiterhin getrennt. Zudem existiert die Grün alternative Partei, welche nicht Teil der Grünen Kanton Bern ist.
Während die Mitgliederzahl lange Zeit rund 1100 betrug, stieg sie ab 2018 auf rund 1500 (Stand 2020). Die Zahl der grünen Ortsparteien nahm von 27 auf 31 zu (Stand 2020).
Die 2007 mit den Grünen Kanton Bern verbundenen Jungen Grünen Kanton Bern wurden 2007 gegründet. Sie sind Teil der Schweizer Jungen Grünen.
Gemäss Eigendeklaration wird „eine ökologische, soziale und solidarische Politik in Verbindung mit liberalen Grundwerten“ verfolgt.
Neben politischer Arbeit in Parlament und Regierung sind die Grünen Kanton Bern aktiv mit Volksinitiativen und Referenden in den Bereichen Ökologie (z. B. Kulturlandschutz) und Sozialpolitik (z. B. Begrenzung der Krankenkassenprämien). Bei Wahlen arbeiten die Grünen Kanton Bern in der Regel via Listenverbindungen mit der Sozialdemokratischen Partei zusammen.

## Vertretung in Parlament und Regierung

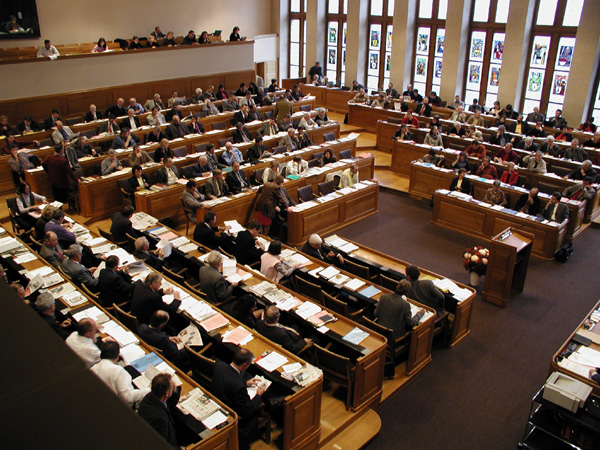
Der Grosse Rat

### Vertretung im Kantonsparlament
Im 160-köpfigen Kantonsparlament haben die Grünen Kanton Bern 19 Sitze (Stand 2022). Die Grüne Fraktion umfasst 20 Mitglieder, weil zusätzlich eine Vertreterin der Alternativen Linken (AL) Einsitz nimmt.

#### Wähleranteil und Sitzzahlen
| Jahr | Anteil | Sitze |
| ---- | ------ | ----- |
| 2022 | 12,6 % | 19    |
| 2018 | 9,9 %  | 14    |
| 2014 | 10,1 % | 15    |
| 2010 | 10,1 % | 16    |
| 2006 | 12,9 % | 19    |

### Vertretung in der Regierung
Von 2006 bis 2018 war Bernhard Pulver als Vertreter der Grünen Kanton Bern Regierungsrat. Nach seinem Rücktritt wurde seine Parteikollegin Christine Häsler als Regierungsrätin ersetzt. Beide waren bzw. sind für Bildung und Kultur verantwortlich. Da Häsler bei den Wahlen 2026 nicht mehr antritt, empfiehlt der Vorstand der Grünen Kanton Bern der Parteibasis Lena Frank, Beat Kohler und Aline Trede für den frei werdenden Sitz. Wer es schlussendlich auf das rot-grüne Viererticket schafft, wird die Partei am 27. August 2025 entscheiden.